# Kat Hoog Frankrijk
De kat Hoog Frankrijk, ook wel kat Oranje genoemd, was een 16e of 17e-eeuwse kat of cavalier in het westelijk deel van de Nederlandse vestingstad Maastricht. Het verdedigingswerk was onderdeel van de tweede middeleeuwse stadsomsluiting en lag iets ten noordoosten van het huidige kruispunt Herbenusstraat-Hoogfrankrijk. Vlakbij lag bij de Sint-Joristoren. De stadsmuur, de torens en de kat zijn na 1867 gesloopt. Alleen ondergronds resteren nog enkele overblijfselen.

## Naamgeving
De namen Hoog en Laag Frankrijk van diverse fortificaties in de Maastrichtse vestinggordel verwijzen naar het Koninkrijk Frankrijk, zoals ook vestingwerken in de omgeving genoemd zijn naar andere naburige staten (Engeland, Saksen, Brunswijk, Brandenburg, Holstein en Hessen) of naar Nederlandse provincies (Holland, Zeeland, Utrecht, Friesland, Stad en Lande, Drenthe, Overijssel en Gelderland).
De aanduidingen Hoog en Laag zijn letterlijk bedoeld: Hoog Frankrijk was gelegen op hoger terrein dan Laag Frankrijk. De hoogteaanduidingen zijn ook terug te vinden in de later aangelegde buitenwerken, de Hoge en Lage Fronten. Bij de huidige straatnamen Hoogfrankrijk en Laagfrankrijk is deze betekenis verloren gegaan, omdat beide straten gelegen zijn in de nabijheid van de kat Hoog Frankrijk. Het uit circa 1640 daterende hoornwerk Laag Frankrijk lag veel noordelijker, bij de Boschkat.
De alternatieve benaming kat Oranje verwijst naar het Huis Oranje-Nassau, de stadhouders van de Republiek der Zeven Verenigde Nederlanden. Vergelijkbare namen in de vesting: Nassau, Nassau-Weilburg, Prins Frederik, Wilhelmina, Erfprins, Stadhouder, Staten-Generaal, Raad van Staten, Le Roy en La Reine.

## Geschiedenis

### Bouw tweede middeleeuwse enceinte
Nadat de eerste middeleeuwse stadsmuur uit het tweede kwart van de dertiende eeuw al na enkele decennia te krap bleek, besloot men vanaf circa 1294 de langs de uitvalswegen ontstane voorsteden binnen een nieuw te bouwen enceinte (stadsomsluiting) te brengen. De nieuwe omsluiting werd in 1380 in gebruik genomen, hoewel er nog tot circa 1500 aan gebouwd werd. De tweede stadsmuur op de linker Maasoever had een lengte van 4,4 km, inclusief ca. 900 m van de eerste muur, voornamelijk langs de Maas. De hoogte varieerde van 6 tot 9 m. Er kwamen vijf nieuwe land- of veldpoorten en twee waterpoorten. Daarnaast bleven de bestaande Maaspoorten in functie, en tot aan het einde van de 15e eeuw ook de Helpoort. De noordwestelijke Lindenkruispoort verving de 13e-eeuwse Gevangenpoort op de Markt.
Wanneer de bouw van de westelijke muur- of waltorens is begonnen is niet zeker, maar aangenomen wordt dat deze pas in de loop van de 15e eeuw voltooid zijn. Tussen de Brusselsepoort en de Lindenkruispoort bevonden zich zes waltorens. De namen van enkele torens zijn overgeleverd, waaronder de Boenentoren, de toren "der Hont" en de Sint-Joristoren, de vijfde toren vanaf de Brusselsepoort. Laatstgenoemde toren is wellicht genoemd naar de Sint-Joriskapel in de Grote Staat. De Maastrichtse kerspels hadden elk een taak bij het onderhoud en de verdediging van de hoofdwal. Wellicht dat het Sint-Joriskerspel dit deel van de stadsommuring had toegewezen gekregen.
In de loop van de 16e eeuw werden de bestaande muurtorens omgebouwd tot rondelen door ze te verlagen en vol te storten met aarde. Tevens werd de stadsmuur aan de binnenzijde versterkt met een aarden wal, zodat deze beter bestand was tegen de sterk toegenomen vuurkracht van het geschut. Waarschijnlijk werden toen ook de katten of cavaliers aangelegd.

### Aanleg kat Hoog Frankrijk en andere militaire voorzieningen
Het exacte bouwjaar van de kat Hoog Frankrijk is onbekend. De kat bestond uit een verhoging van aarde, die boven de stadsmuur uitstak, met een batterij voor het geschut. De kat was strategisch gelegen achter de Sint-Joristoren. Omstreeks 1708 werd de kat voorzien van een halfrond vooruitspringend deel, dat het vuren in meerdere richtingen vergemakkelijkte. Op de kat was plaats voor acht stukken geschut, minder dan de katten Brandenburg en Nassau, maar meer dan de katten Brusselsebastion en Boschkat.
Waarschijnlijk werd de kat omstreeks 1692 voorzien van een ondergronds rechthoekig kruitmagazijn. Een soortgelijk kruithuis in de Tongersekat is bewaard gebleven. Omstreeks 1790 werd achter de kat een nieuw kruithuis gebouwd.
Ten zuidwesten van de kat bevond zich in de 18e eeuw een wachthuis (duidelijk herkenbaar op de kaart van Larcher d'Aubencourt en de Maquette van Maastricht). Zowel bij de Lindenkruispoort als bij de Brusselsepoort bevonden zich kazernes.
In de stadsmuur bij de kat Hoog Frankrijk was al in 1645 een laaggelegen poterne aanwezig, een sortie souterraine. Deze werd later uitgebreid tot een sortie royale, geschikt voor cavalerie. Omstreeks 1750 werd de sortie aan weerszijden voorzien van vier kazematten, die elk 6 x 2 m maten. Een deel van de sortie is bewaard gebleven.

### Uitbreiding buitenwerken
Na de inname van Maastricht door Frederik Hendrik werd aan de noordwestzijde van de stad begonnen met de aanleg van een vestinggordel volgens het Oud-Nederlands stelsel met bastions en hoornwerken. Bij de kat Hoog Frankrijk verrees omstreeks 1633 het bemuurde bastion Oranje en het deels daaromheen gebouwde hoornwerk Hoog Frankrijk met daarbinnen een reduit. Het hoornwerk werd al in 1688 vervangen door het bastion Holstein, dat op zijn beurt in 1776 werd opgenomen in de Linie van Du Moulin. In de 18e eeuw dijden de buitenwerken van de vesting steeds verder uit, waardoor de stadsmuur en de kat vanaf de veldzijde steeds meer aan het oog onttrokken werden.

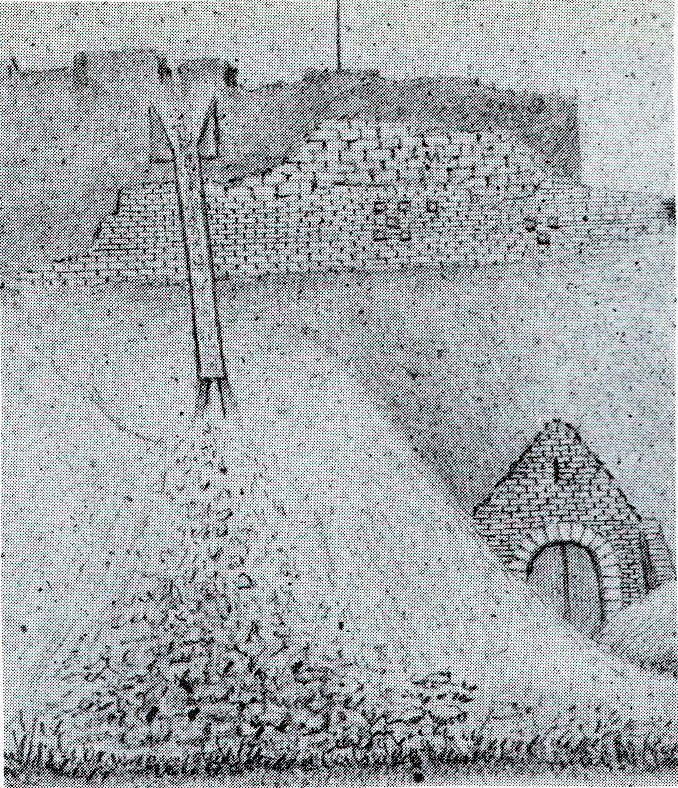
Sloop stadsmuur bij Hoog Frankrijk. Rechtsonder de sortie (J. Brabant, ca. 1870)

Bij de kat Hoog Frankrijk mondde het Jekerkanaal uit in de stadsgracht. Dit ondergrondse kanaal was in 1676 aangelegd om bij een lage waterstand van de Maas, water vanuit de Jeker naar de Lage Fronten te leiden.

### Ontmanteling vesting en infrastructurele werken
Na de opheffing van de vestingstatus in 1867 werd de vesting Maastricht in opdracht van het Ministerie van Oorlog ontmanteld, waarna de gronden werden overgedragen aan de Dienst der Registratie en Domeinen voor verdere sloop en herbestemming. De nog functionerende stadspoorten, die onder de zeggenschap van het gemeentebestuur vielen, werden tussen 1867 en 1870 als eerste gesloopt. De al lang niet meer als zodanig functionerende Lindenkruispoort werd in 1874 opgegraven en daarna gesloopt. De afbraak van de stadsmuren zou nog tot de jaren 1930 doorgaan. Door toedoen van Victor de Stuers en anderen bleven hier en daar delen van de eerste en tweede stadsomsluiting gespaard, voornamelijk aan de zuidzijde van de stad.
Voor het behoud van de kat Hoog Frankrijk zette zich in 1868 en 1869 de redactie en enkele lezers van de krant Le Courrier de la Meuse in, echter zonder resultaat. Het voornaamste argument voor behoud was niet de historische waarde, maar het feit dat de verhoging zo'n aardig uitzicht bood over de stad en het omringende landschap. De kat werd waarschijnlijk in 1874 gesloopt.
Vanwege het belang voor de in deze periode sterk groeiende industrie werd bij de slechting van de vestingwerken voorrang gegeven aan het noordwestelijk deel. Tussen 1874 en 1876 werd met de aanleg van de huidige Statensingel en Frontensingel de basis gelegd voor de singelstructuur. In 1877 kwam de Herbenusstraat tot stand en een jaar later werden de kavels tussen deze straat en de nieuwe singelweg geveild. Een deel ervan werd gekocht door de Maastrichtse Bouwvereniging, die er arbeiderswoningen bouwde. De straat Laagfrankrijk, in het verlengde van Hoogfrankrijk, werd waarschijnlijk pas eind jaren 1880 aangelegd.

## Cultuurhistorisch erfgoed

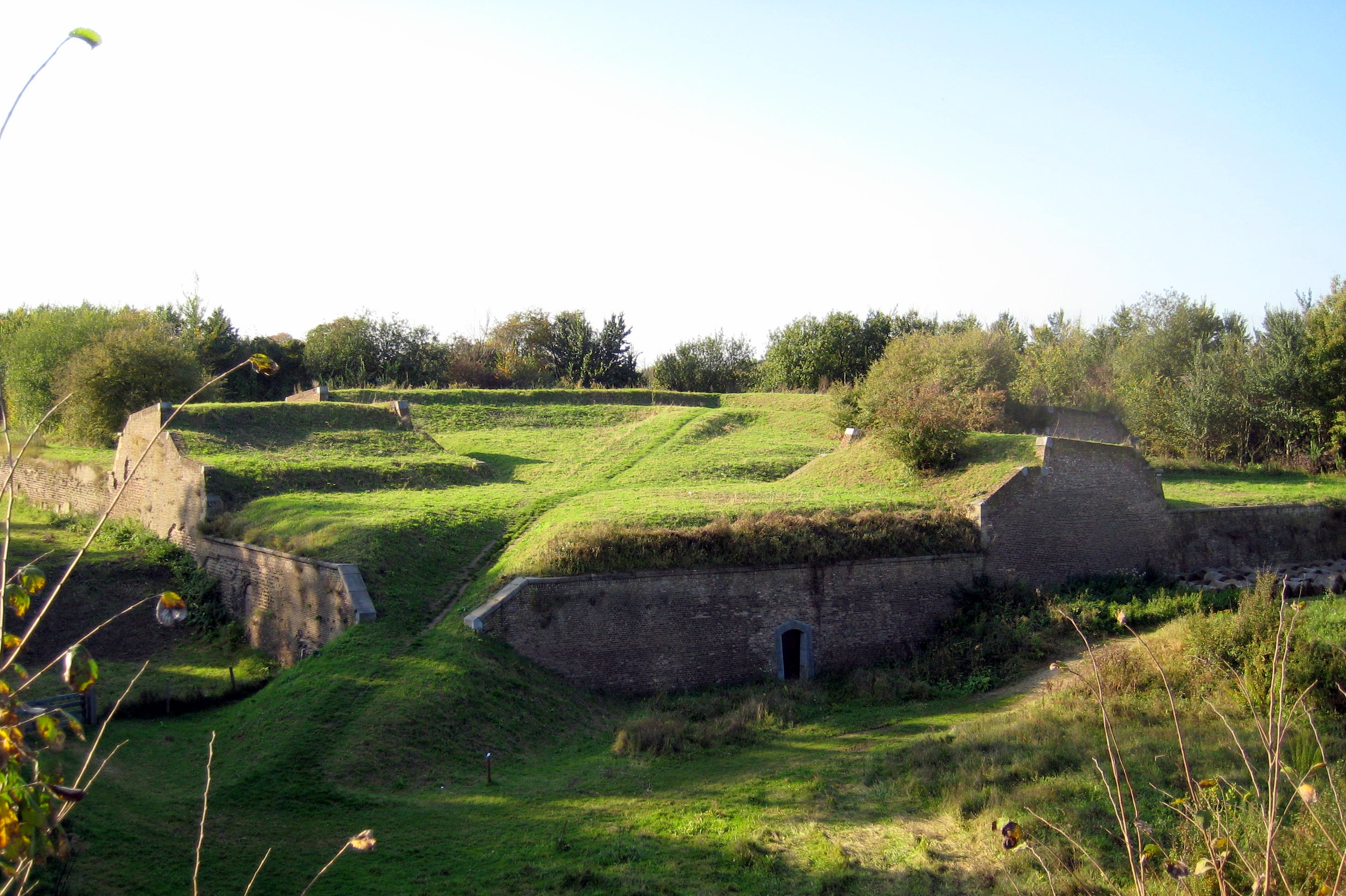
Linie van Du Moulin

Van de westelijke stadsmuur, waltorens en stadspoorten, en de katten Nassau en Hoog Frankrijk is bovengronds niets bewaard gebleven. Op de plek van de kat Hoog Frankrijk en de stadsmuur loopt thans de Herbenusstraat met onder andere herenhuizen en blokken arbeiderswoningen uit de periode omstreeks 1900. De zijstraat Hoog Frankrijk is veel ouder. Niet duidelijk is of de straat ouder is dan de kat, of andersom. In 2010 kreeg een straatje in het nieuwbouwplaan Lindenkruis de naam De Vloeienwacht. Dit was de populaire benaming voor het wachthuisje op de stadsmuur bij de kat Hoog Frankrijk.
Van de stadsmuur resteert ondergronds nog een circa 18 m lang gedeelte van de royale sortie met vier kazematten. De ruimte werd in de Tweede Wereldoorlog gebruikt als schuilkelder. De toegang bevond zich bij Herbenusstraat 68 en 70. Ook het ondergrondse Jekerkanaal bestaat nog. Voor de panden Herbenusstraat 120 en 122 bevinden zich enkele hardstenen brokstukken, wellicht afkomstig van de stadsmuur of andere vestingwerken op deze plek.
In deze omgeving zijn nog grote delen van de 18e-eeuwse buitenwerken bewaard gebleven, zowel bovengronds als ondergronds. Tegenwoordig maakt deze zogenaamde Linie van Du Moulin deel uit van het Frontenpark.

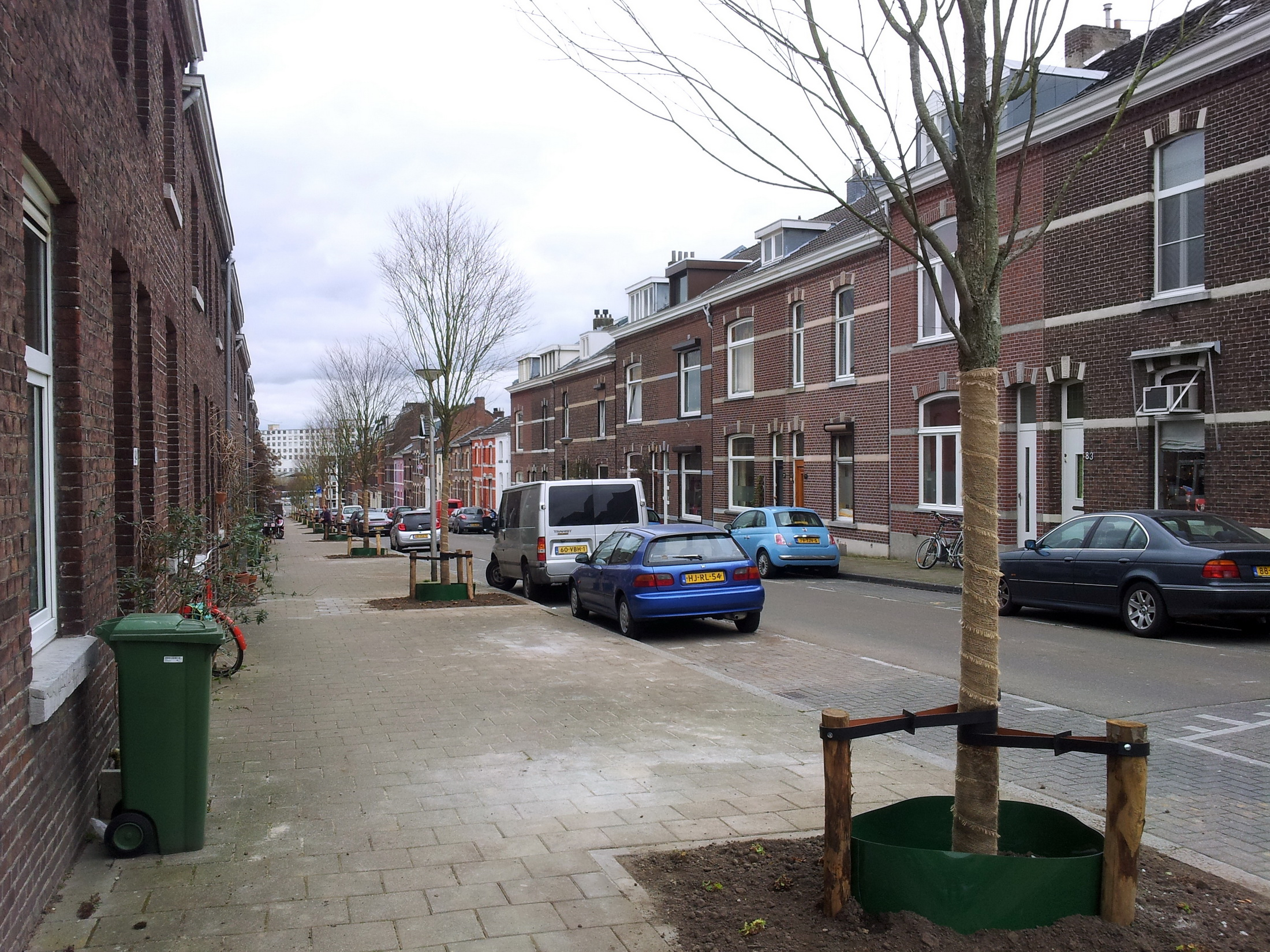
Herbenusstraat nabij Hoogfrankrijk
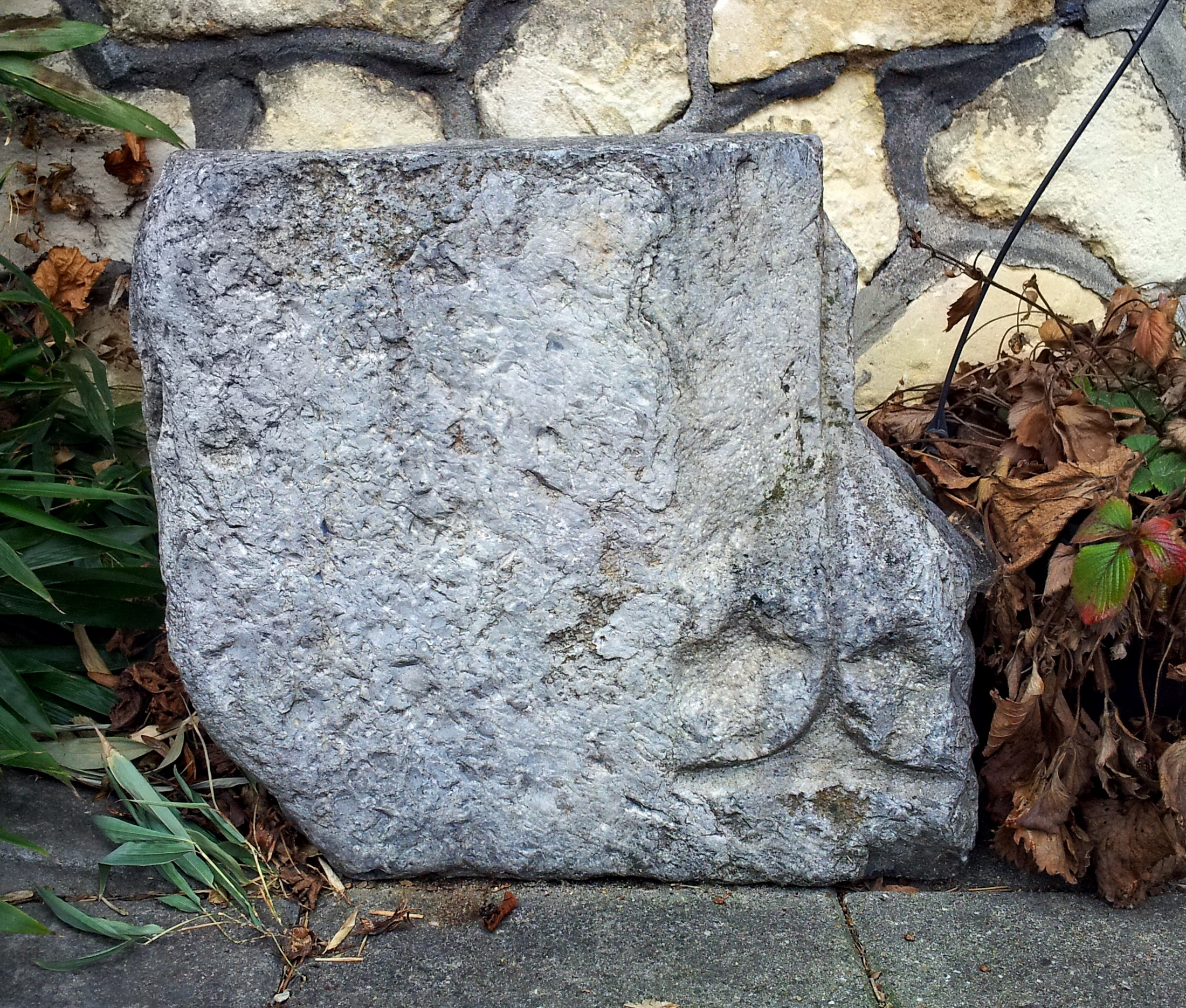
Bouwfragment(?) Herbenusstraat 120-122
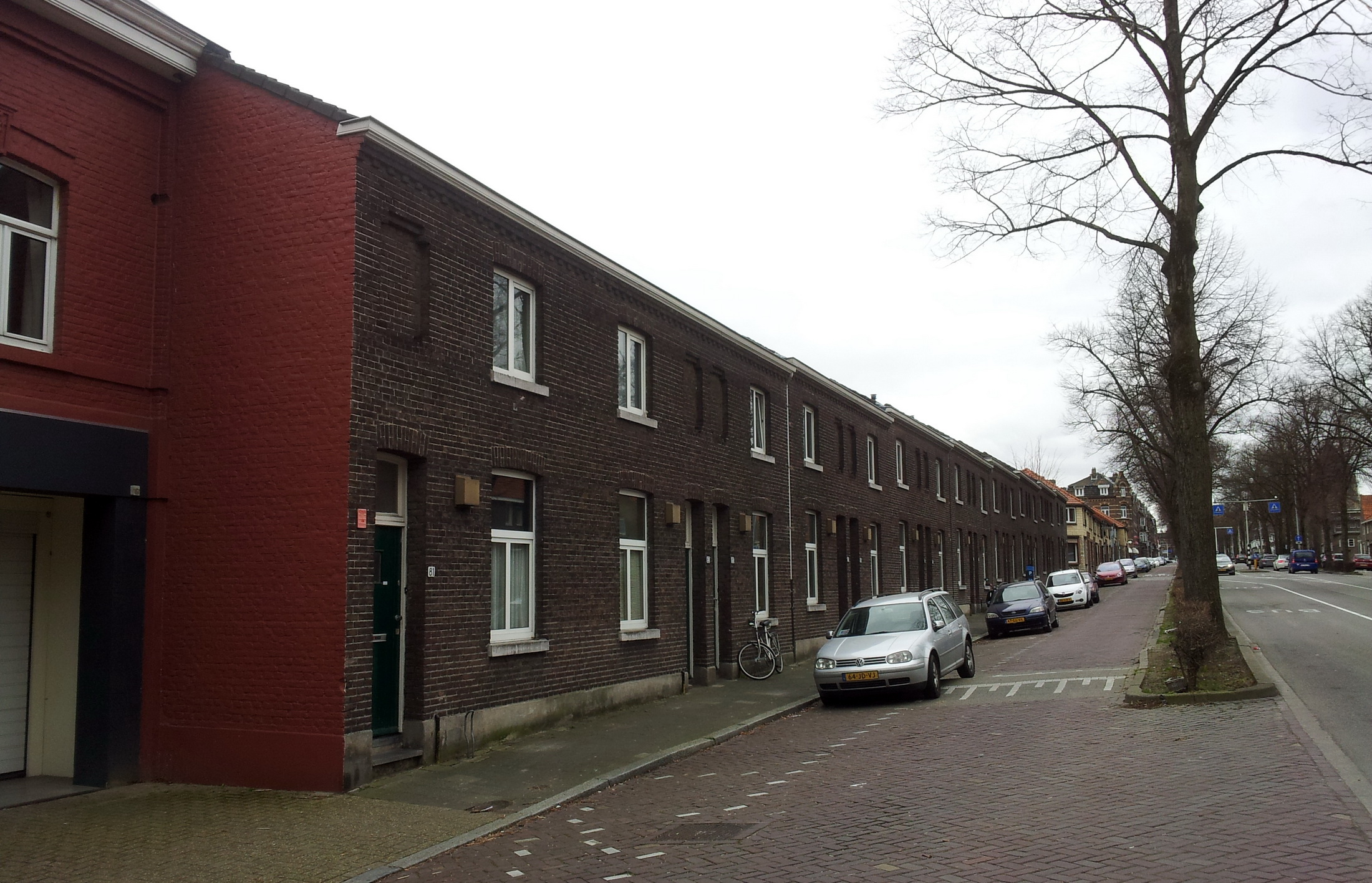
Arbeiderswoningen aan de Statensingel
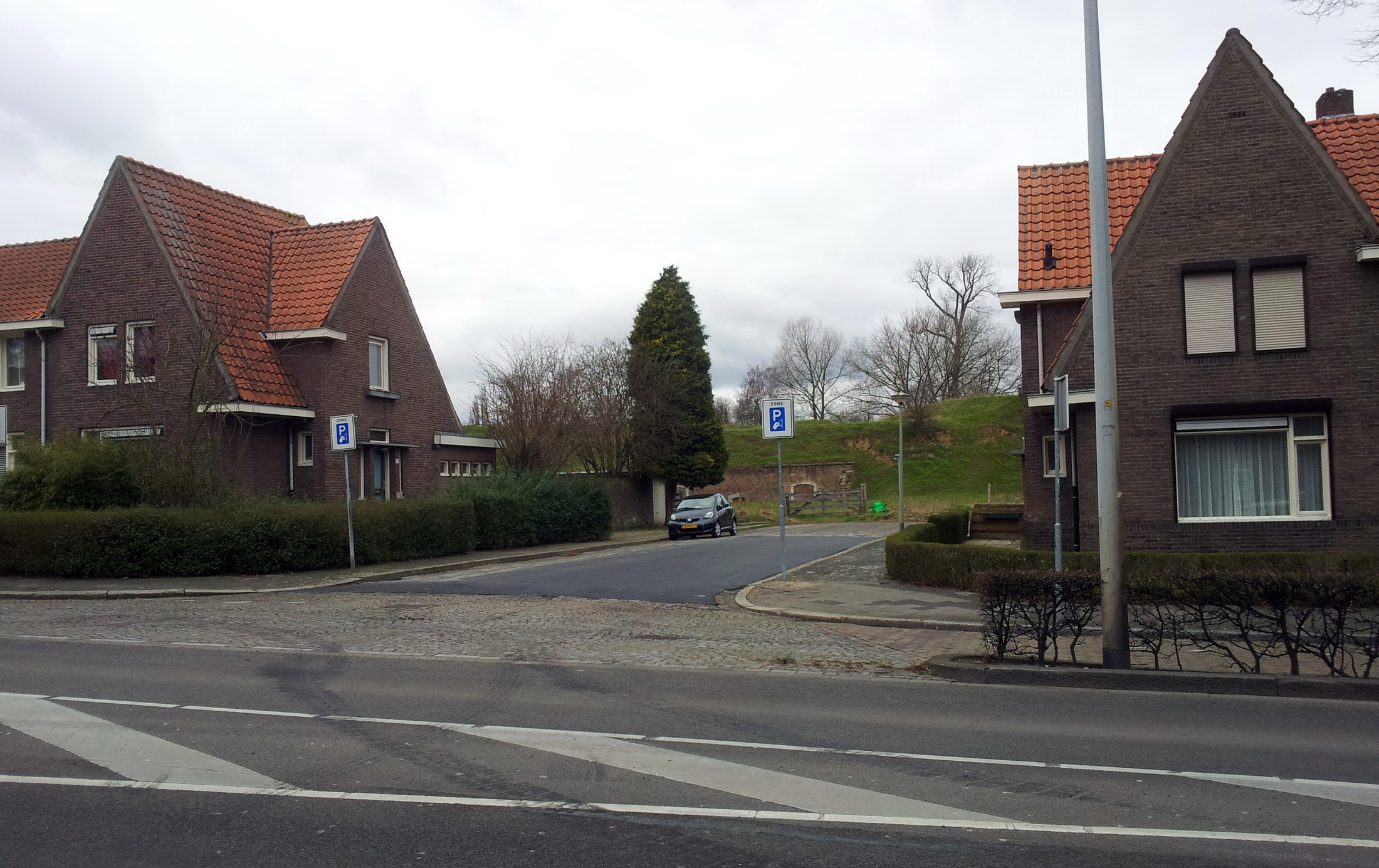
Buitenwerken bij Laagfrankrijk vanaf de Statensingel